# Hruškarje
Hruškarje – wieś w Słowenii, w gminie Cerknica. W 2018 roku liczyła 47 mieszkańców.